# Палац Манук-Бея

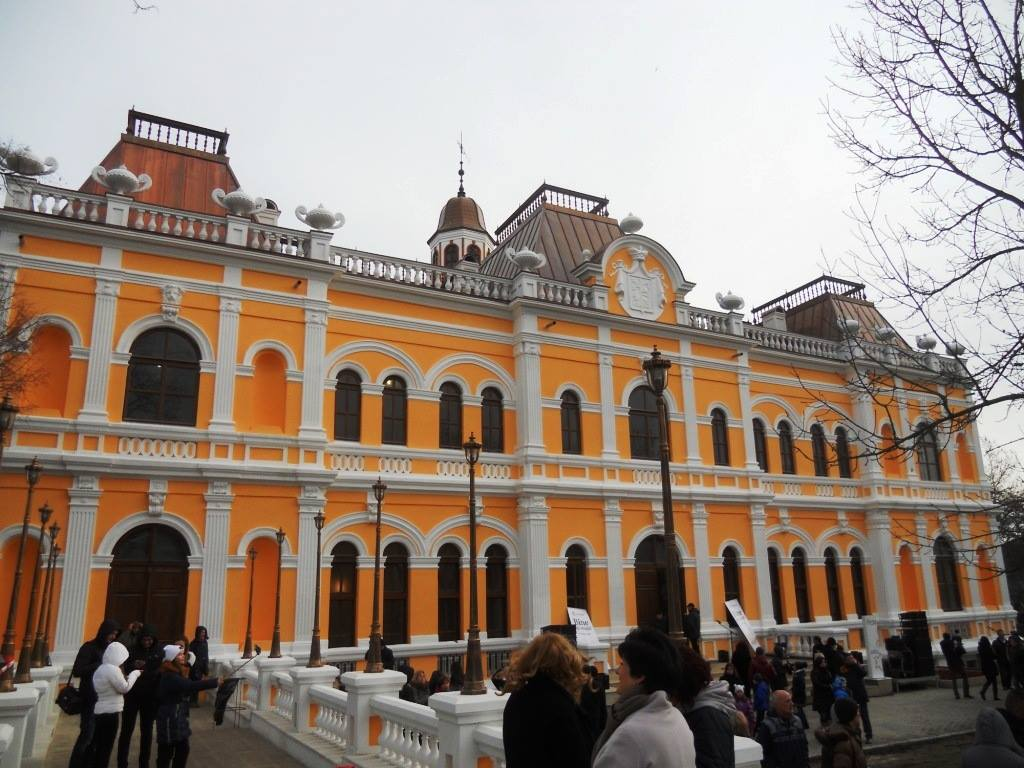

Палац Манук-бея — будинок, побудований у II-й половині ХІХ ст. архітектором О. І. Бернардацці на замовлення Івана Манук-Бея — вірменина за походженням, турецького дипломата і російського розвідника за сумісництвом.

## Опис
У 1816 році в південній частині міста Хинчешти на північному схилі пагорба Мірзоян Манук-бей придбав ділянку землі. Проте спорудити нову садибу Манук-бей не встиг, тому що загинув 20 липня 1817 року. Ділянка перейшла до Івана Манук-Бея, який у ІІ-й половині ХІХ ст. побудував садибний будинок  із іншими необхідними приміщеннями: "мисливський замок", бібліотека, житла для прислуги. 
Від головного входу біля підніжжя пагорба до палацу крізь парк веде алея. Через нахили рельєфу, з вершини пагорба видно тільки два поверхи, а з підніжжя — три. Палац виконаний в дусі французького класицизму, з широкими прорізами вікон і лоджій. На терасі в товщі стін були видовбані ніші, прикрашені красивими фресками, куди поміщалися статуї. Садиба була оточена фортечними мурами..
Стелі палацу розписував інший відомий вірменин — Іван Айвазовський, однак на даний момент від розпису не залишилося і сліду.
Палац має велике історичне значення та був включений в список національних надбань Молдови. В даний момент стан будівлі задовільний. Остання реставрація мала місце в 70-80-х роках XX століття.

## Історія
За часів спадкоємців Манук-бея садиба вражала розкішшю. Там били фонтани і був невеликий ставок, який вже зник. Усі будівлі садиби з'єднувалися з палацом скляними галереями.
Після закінчення Другої світової війни палац був в терміновому порядку реконструйований і пристосований під технікум, а в кінці 50-х років XX століття за наказом начальства були зруйновані мури.
Після землетрусу 1986 року будинок визнали аварійним, технікуму в 1991 році надали нове приміщення неподалік від старого палацу. В 1993 році палацу надали статус пам'ятки архітектури, проте ніяких реконструкції з тих пір не було.

## Підземні ходи
Ходять чутки, що під галереями були підземні ходи.
Про підземні ходи від флігелів до палацу точно невідомо, але два великих підземних ходи, за словами Валеріу Власа, дійсно є. Один — коротший, закінчується у великого ставка, трохи нижче садиби. Невідомо, чи був цей ставок за часів Манук-бея, але підземний хід виходить прямо до нього. Інший підземний хід тягнеться через усе місто, і проходить під Будинком культури. Відновити повністю підземні галереї навряд чи вдасться. Вони припали до вподоби жителям міста Хинчести. Багато спеціально докопувалися до Манук-беєвських підземель, щоб побудувати тут льохи, але все-таки невеликі відрізки підземних ходів відновлять для екскурсантів.

## Реконструкція
Палац, який здалека виглядав велично, поблизу справляв гнітюче враження. Штукатурка обсипалася, в деяких місцях були наскрізні тріщини — від фундаменту до карнизу.
Звернувши увагу на інтерес до архітектурної спадщини Манук-бея в сусідній Румунії, уряд Молдови видав постанову № 1131, за якою колишній палац передається з балансу будівельного технікуму на баланс місцевої примарії. Більш того, в ньому і на прилеглій території — всього 3,21 гектара — буде створено музейний комплекс «Садиба Манук-бея».

### Проблеми
Про реставрацію садиби Манук Бея заговорили в 2006 році і терміново стали збирати кошти. Потім прем'єр Молдови Тарлєв звернувся до вірменської громади за фінансовим сприянням. Коштів, які мають в Мінкультури, вистачає тільки на проектування.
13 грудня 2015 відбулося офіційне відкриття відреставрованої садиби Манук-Бея в Гинчештах